# Madarak a dobozban − Barcelona
Madarak a dobozban: Barcelona (Eredeti cím: Bird Box Barcelona) − 2023-ban bemutatott spanyol horrorfilm, amelyet Álex Pastor és David Pastor írt és rendezett. A 2018-as Madarak a dobozban című film spin-offja. A főbb szerepekben Mario Casas, Naila Schuberth, Georgina Campbell, Diego Calva és Alejandra Howard látható.
Spanyolországban és Magyarországon 2023. július 14-én mutatták be a Netflixen.

## Cselekmény
A világot titokzatos entitások uralják, amelyek manipulálják az emberek negatív érzelmeit, egyeseket "látnokká" változtatva, de a legtöbb embert öngyilkosságra késztetve. Egy elterjedt megelőzési módszer a szabadban bekötött szemmel járás. A Barcelonában utazik Sebastián és lánya, Anna. Egy nap Sebastián találkozik a túlélők egy csoportjával, és azt állítja, hogy tudja, hol vannak a fényt és fűtést biztosító generátorok. Sebastián csatlakozik a többiekhez egy buszhangárban kialakított óvóhelyükön. Másnap reggel, amikor mindenki alszik a buszban, Sebastián kivezeti a buszt, és összetöri. Mindenki bekötött szemmel marad; Sebastián lassan rávezet mindenkit, hogy nyissa ki a szemét, és az entitások láttán öngyilkosságot követ el. Sebastiánról kiderül, hogy látnok, és így nem érinti a dolog. Anna gratulál Sebastiánnak, amiért "megmentette" az embereket, és arra biztatja, hogy keresse meg a többi "elveszett bárányt".
Kilenc hónappal korábban az entitások érkezése menekülésre késztette az embereket. Sebastián visszaszerezte Annát, de feleségét autóbalesetben elvesztette. Egy templomban találtak menedéket, és találkoztak Esteban atyával, egy lelkésszel, aki úgy vélte, hogy a lények angyalok, és hogy az emberiséget a halál elfogadásával kell megszabadítani a szenvedéstől. Sebastián és Anna megpróbáltak elrejtőzni, de egy nap az atya által vezetett látnokok egy csoportja felfedezte rejtekhelyüket, és elfogta őket. Kényszerítette Annát, hogy nyissa ki a szemét, és megölte. Sebastián ekkor szembesült az entitásokkal, de a halál helyett Anna jelenését látta, amely azóta is elkíséri őt. Anna azt mondja neki, hogy ott csatlakozhat a családjához, ha elég embert "mentett meg" a Földön.
Sebastián találkozik egy másik csoporttal, amelyet Rafa vezet, akinek két kutyája van. A csoport tagjai között van Octavio, egy mexikói futár, aki ért a fizikához; Roberto és Isabel, egy házaspár; Claire, egy angol pszichiáter; és Sofia, egy fiatal német lány, akit elválasztottak az anyjától. Octavio elmélete szerint a lények kvantumlények, amelyek érzékelik az emberek félelmét és bánatát. Sofia információkat oszt meg a Montjuïc-kastélyról, amelyről úgy gondolják, hogy biztonságos menedék, és amelyhez egy gondola felvonóval lehet eljutni. A csoport elindul, hogy eljusson a kastélyhoz.
Rafa meghal, miután Sebastián szabotálja a kutyapórázokat, és a csoport többi tagja menedéket keres. Sebastián a halálba vezeti Octaviót, de kezd kételkedni Anna jelenésének bölcsességében. Roberto és Isabel is életét veszti. Claire sejti, hogy Sebastián látnok, és megvédi tőle Sofiát. Sebastián, aki kezdett ellenállni Anna befolyásának, megfogadja, hogy megvédi Claire-t és Sofiát. Közben az atya és követői megtalálják a triót. Sebastián segít Claire-nek és Szófiának eljutni a gondolafelvonóhoz, majd megküzd az atyával, és megölik egymást; Sebastián mosolyogva hal meg. Claire és Sofia belépnek a titkos táborrá alakított Montjuïcra, ahol Sofia újra találkozik az anyjával. Claire-t vérvizsgálatnak vetik alá a tudósok, akik olyan ellenanyagot próbálnak kifejleszteni, amely immunitást nyújthat az entitások befolyása ellen.

## Szereplők
| Szerep       | Színész            | Magyar hang      |
| ------------ | ------------------ | ---------------- |
| Sebastián    | Mario Casas        | Molnár Levente   |
| Claire       | Georgina Campbell  | Lamboni Anna     |
| Anna         | Alejandra Howard   | Hegedűs Johanna  |
| Sofia        | Naila Schuberth    |                  |
| Octavio      | Diego Calva        | Kovács Lehel     |
| Rafa         | Patrick Criado     | Ágoston Péter    |
| Isabel       | Lola Dueñas        | Kocsis Judit     |
| Roberto      | Gonzalo de Castro  | Borbiczki Ferenc |
| Liliana      | Michelle Jenner    | Zsigmond Tamara  |
| Esteban atya | Leonardo Sbaraglia | Végh Péter       |
| Laura        | Celia Freijeiro    | Mohácsi Nóra     |

### Magyar változat
- Magyar szöveg: Jeszenszky Márton
- Hangmérnök: Halas Péter
- Vágó: Wünsch Attila
- Gyártásvezető: Vigvári Ágnes
- Szinkronrendező: Szalay Csongor
- Produkciós vezető: Fekete Márk

A szinkront a Direct Dub Studios készítette el.

## A film készítése
A Madarak a dobozban spanyol spin-offjáról 2021 márciusában számoltak be, a projekt producere a Nostromo Pictures. A filmet Álex Pastor és David Pastor írta és rendezte, producerei Dylan Clark, Núria Valls, Adrián Guerra, Chris Morgan, Ryan Lewis és Josh Malerman, vezető producerei pedig Brian Williams és Ainsley Davies.
A forgatás 2022 januárjában kezdődött Spanyolországban.